# Könnern
 è una città di 8 094 abitanti del land della Sassonia-Anhalt, in Germania.
Appartiene al circondario (Landkreis) del Salzland.